# Mull (Humusform)

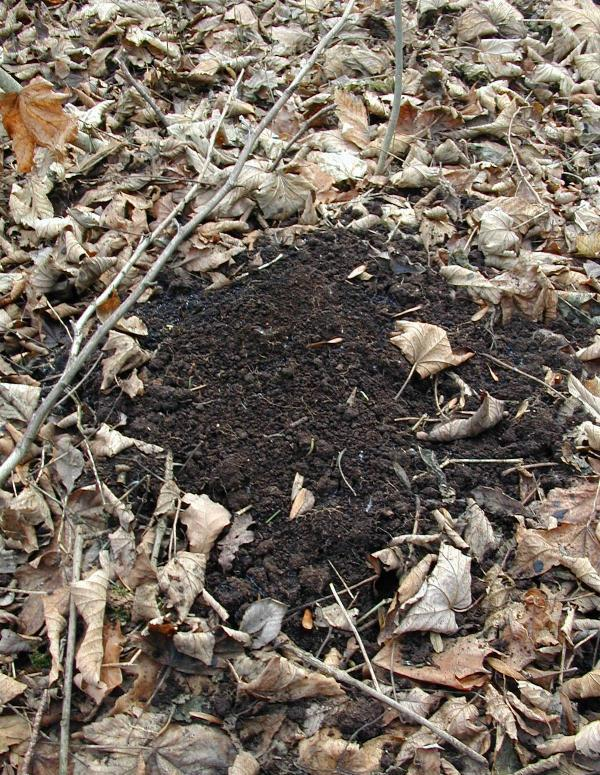
Feinkrümliger Mull mit Laubstreu

Der Mull, altertümlich Molte, ist die günstigste Humusform und Kennzeichen nährstoffreicher, biotisch aktiver Böden. Er entsteht unter überwiegend aeroben Bedingungen. Das C/N-Verhältnis ist 10–15 : 1.

## Wortherkunft
Mull kommt aus mittelniederdeutsch mul, „lockerer Humusboden“ (vgl. Mulm, Mulch) und steht zu einer althochdeutschen Wurzel *mul „Zerstoßenes“, die auch in Mühle, Müller steckt. Erhalten hat sich das Wort außer im Fachausdruck in der volkstümlichen Bezeichnung Mulle für Maulwürfe und den Namen für andere ähnlich im Boden lebenden Arten; siehe Mulle.
Molte, auch Molde steht zum wohl wurzelverwandten althochdeutschen molta „Zerriebenes“, mittelhochdeutsch molte und heißt in Dialekten „weiche lockere lose bröckelnde leicht auseinander fallende Erde“, „abgefallenes Laub“, „Streu im Walde“ und Ähnliches. In der Hochsprache findet es sich nur in der Moltebeere (Torfbeere, Rubus chamaemorus).

## Merkmale
Mull ist die – aus Sicht der Pflanzenernährung – günstigste Humusform. Als leicht abbaubarer Vegetationsrückstand bietet er günstige Lebensbedingungen für Bodentiere, Pflanzen und Pilze (das Edaphon). Man bezeichnet ihn als biotisch aktiv, weil er einer vielfältigen Bodenfauna und Bodenflora Nahrung und Lebensraum bietet. Voraussetzung für die Entstehung der Humusform sind gut zersetzbare und eiweißhaltige Substanzen, gute Wasser- und Luftversorgung sowie ein neutraler pH-Wert (um pH 7). Weiterhin ist die artenreiche „Mikroorganismenwelt“ zuständig für die Bildung von Ca-Humaten. Wichtig für den Mull sind Erdfresser (z. B. Regenwürmer), da diese stabile Verbindungen zwischen den Tonmineralien und den Humusstoffen (Tonhumuskomplexe) bilden.
Mull zeichnet sich durch seinen Nährstoffreichtum aus und ist mäßig sauer bis neutral.
Aufgrund der günstigen Lebensbedingungen ist die Wühlaktivität hoch und die Vermischung der Bodenschichten stark. Der Mull besitzt ein enges C/N-Verhältnis, was zur Folge hat, dass die Zersetzung schnell stattfindet.

### Die Horizontabfolge des Mulls
L (bzw. Ol) – (Of) – Ah
- Ganz oben: ein nicht sehr mächtiger L-Horizont aus unzersetztem Ausgangsmaterial, auch Streu genannt, der an manchen Standorten nicht das ganze Jahr über anzutreffen ist
- Oben: ein ebenfalls nicht sehr mächtiger Of-Horizont (ein Horizont mit fermentierter organischer Substanz – Pflanzenreste sind noch erkennbar)
- Darunter: ein mächtiger Ah-Horizont (der oberste Mineralbodenhorizont, mit Huminstoffen angereichert)

## Vorkommen
Vorkommen dieser günstigen terrestrischen Humusform sind Steppengebiete, Grünland und krautreiche Laubwälder.